# Клод (Тексас)
Клод (енгл. Claude) град је у америчкој савезној држави Тексас. Налази се у округу Армстронг, чије је седиште. По попису становништва из 2010. у њему је живело 1.196 становника.

## Демографија
Према попису становништва из 2010. у граду је живело 1.196 становника, што је 117 (8,9%) становника мање него 2000. године.
| Група             | 2000.         | 2010.         |
| Белци             | 1.229 (93,6%) | 1.071 (89,5%) |
| Афроамериканци    | 3 (0,2%)      | 4 (0,3%)      |
| Азијати           | 0 (0,0%)      | 0 (0,0%)      |
| Хиспаноамериканци | 73 (5,6%)     | 91 (7,6%)     |
| Укупно            | 1.313         | 1.196         |